# كاظم الحائري
كاظم الحسيني الحائري (5 تشرين الأول/أكتوبر 1938 -). هو مرجع شيعي عراقي مُعاصر مقيمٌ بمدينة قم الإيرانية. ولد في العاشر من شعبان عام 1357 هـ في كربلاء بالعراق. حظي الحائري بمكانة خاصة وسط أنصار التيار الصدري، إذ كان محمد الصدر، والد مقتدى الصدر، قد أوصى أتباعه بتقليد الحائري من بعده. اعتزل الحائري التصدي للمرجعية الدينية بتأريخ 29 آب/أغسطس 2022 بسبب المرض والتقدم في العمر، وأوصى باتباع مرجعية علي خامنئي.

## حياته
والده هو عليّ الحسينيّ الحائريّ من مواليد كربلاء، وفي هذه المدينة دخل في سلك الحوزة العلميّة، ثُمّ هاجر إلى النجف لتكميل الدراسة، فأصبح من علمائها وأساتذة العلم فيها. وهو عديل محمود الحسينيّ الشاهروديّ. أما والدته فهي ابنة الشيخ محمّد رضا الفاضل.
بدأ دراسته في السنة الخامسة من عمره على يد والدته، فتعلّم القراءة والكتابة والقرآن الكريم والأدعية والزيارات وعدداً من الرسائل العمليّة وعدداً من كتب الحديث الشريف ككتاب (عين الحياة) للمجلسيّ.
ثُمّ تتلمذ على يد والده فبدأ بعلوم اللغة العربيّة، وانتهى بكتاب (المكاسب) للشيخ الأنصاريّ، وكتاب (الكفاية) للشيخ الآخوند الخراسانيّ، ودرس بعض المقاطع من السطح على يد آخرين.
الحائري هو أحد أبرز تلامذة محمد باقر الصدر، حيث رافقه لمدة سنوات طويلة، ثم استعان به في إجابة الاستفتاءات، وفي إحدى رسائل الصدر إلى الحائري، كتب فيها:
«قد ربّيتك يا أبا جواد من الناحية العلميّة، وكنت آمل أن أستعين بك في هذه المرحلة حينما تتراكم الاستفتاءات ووقتي محدّد، وفيه ما فيه من أشغال ومواجهات، وهموم، وآمال»
أوصى المرجع الشيعي الراحل محمد الصدر، والد مقتدى الصدر، أتباعه بتقليد الحائري من بعده. وبعد اغتيال محمد صادق الصدر، أصبح الحائري مرجعا لكثير من العراقيين في الأمور السياسية، أولهم التيار الصدري.

## إعتزال التصدي للمرجعية
في آب/أغسطس 2022 بعد ان تصاعدت الأزمة السياسية في العراق مع إعلان أنصار مقتدى الصدر الاعتصام المفتوح في مبنى البرلمان العراقي احتجاجا على ترشيح محمد شياع السوداني لرئاسة الحكومة، أصدر المرجع كاظم الحائري بيانا أعلن فيه عدم الاستمرار في التصدي للمرجعية بسبب المرض والتقدم في العمر، وقرر إسقاط جميع الوكالات والاُذونات الصادرة من قبله أو من قبل مكاتبه وعدم استلام أيّة حقوق شرعيّة من قبل وكلائه وممثّليه نيابة عنّه. ودعا الحائري أتباعه إلى إطاعة قائد الثورة الإسلامية الإيرانية، علي الخامنئي، مشيرا إلى أنه «الأجدر والأكفأ على قيادة الامة وإدارة الصراع مع قوى الظلم والاستكبار». كما انه وجه نقدا ضمنيا إلى زعيم التيار الصدري. وفي جانب اخر من بيانه، اشاد بتضحيات قوات الحشد الشعبي العراقي وأوصى بدعم وتأييد الحشد الشعبي كقوة مستقلة غير مدمجة في سائر القوى.